# United States Penitentiary, Tucson

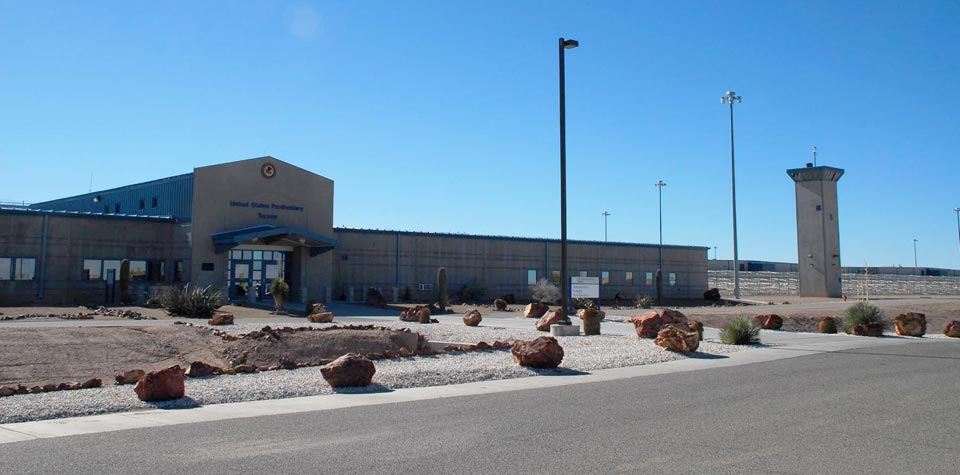

Das United States Penitentiary, Tucson ist ein US-amerikanisches Bundesgefängnis in Tucson, Arizona.  Es hat die höchste Sicherheitsstufe. Es ist Teil des Tucson Federal Correctional Complex (FCC Tucson) und wird vom Federal Bureau of Prisons verwaltet. Es befindet sich innerhalb der Stadtgrenzen Tucsons, etwa 10 Meilen südöstlich des Stadtkerns.

## Geschichte
Im Jahre 2005 wurde der Bau fertiggestellt. Es beherbergt im Schnitt 1.000 Häftlinge im Hochsicherheitsbereich. Im Mai 2009 wurde der Betrieb kurze Zeit eingestellt, da es unter den Häftlingen zu schweren Kämpfen mit selbstgebastelten Waffen gekommen war.

## Bekannte Insassen
| Name                          | Register-Nummer | Status | Details |
| ----------------------------- | --------------- | --- | --- |
| Anthony Casso (1942–2020)     | 16802-050       | 1998 zu 455 Jahren Haft verurteilt                                                                           | Mafioso und ehemaliger Underboss der Lucchese-Familie, der ab 1993 zunächst als Pentito mit der Polizei zusammen arbeitete. 1998 wurde er aus dem Zeugenschutzprogramm entfernt, nachdem er unter anderem Schmiergelder kassiert und Falschaussagen gemacht hatte. Casso starb 2020 in Folge einer Nierenerkrankung mit Komplikationen durch COVID-19. |
| Steven Dale Green (1985–2014) | 20848-058       | Verbüßte ab 2009 eine lebenslange Freiheitsstrafe                                                            | Ehemaliger Angehöriger der US Army, der 2006, beim Massaker von Mahmudiyya, im Irak eine ganze Familie ermordet hat. Green starb 2014 an den Folgen eines Suizidversuchs. |
| Louis Eppolito (1948–2019)    | 04596-748       | Verbüßte seit 2009 eine lebenslange Freiheitsstrafe                                                          | Ehemaliger New Yorker Polizist des NYPD. Er war als Auftragsmörder für die Gambino-Familie tätig. |
| Ross Ulbricht (* 1984)        | 18870-111       | War seit 2015 inhaftiert und wurde am 21. Januar 2025 von Donald Trump begnadigt und aus der Haft entlassen. | Gründer und Erstbetreiber des Online-Schwarzmarkts Silk Road. |
| Derek Chauvin (* 1976)        | 26155-7         | Verbüßt ab 2021 eine Freiheitsstrafe von 22 Jahren und 6 Monaten                                             | Ermordung von George Floyd. |